# Sosibia bisulca
Sosibia bisulca är en insektsart som beskrevs av Ludwig Redtenbacher 1908. Sosibia bisulca ingår i släktet Sosibia och familjen Diapheromeridae. Inga underarter finns listade i Catalogue of Life.